# Поранені камені
«Поранені камені» — радянський трисерійний художній телефільм-історична драма 1987 року режисера Миколи Засєєва-Руденка.

## Сюжет
1905 рік, з фронту Російсько-японської війни в рідний балкарський аул повертається солдат Аскер. Він дізнається, що його батька вбили бандити, що збирають данину для князя Солтанбека. Почавши мстити за звичаями гір Аскер піднімає селянське повстання.

## У ролях
- Микита Джигурда — Аскер
- Бімболат Ватаєв — Осман
- Барасбі Мулаєв — Солтанбек
- Ігор Слободськой — Ахмат
- Аріадна Шенгелая — Асіят
- Нато Шенгелая — Маріам
- Степан Старчиков — Антон, більшовик
- Микола Олялін — Рябцев, полковник
- Юрий Критенко — ротмістр
- Гіві Джаджанідзе — Ісмаїл, коваль
- Борис Кулієв — Даніял, тесля
- Марждн Нурмагометова — Назіфат
- Кукурі Абрамішвілі — Махмуд
- В'ячеслав Воронін — залізничник
- Віктор Панченко — залізничник
- Микола Олійник — поштовий кур'єр
- Алі Тухужев — аксакал
- Таубій Мізієв — епізод
- Марк Расторгуєв — епізод

## Знімальна група
- Режисер — Микола Засєєв-Руденко
- Сценаристи — Віталій Копитов, Ельдар Кулієв
- Оператор — Микола Журавльов
- Композитор — Іван Карабиць
- Художник — Микола Павленко